# Sexy MF
Sexy MF è un singolo del cantautore statunitense Prince e del gruppo The New Power Generation, pubblicato nel 1992 ed estratto dall'album Love Symbol Album.

## Tracce
Versione internazionale
1. Sexy MF
2. Strollin'

Versione UK
1. Sexy MF
2. Daddy Pop